# Тересва (річка)
Тере́сва — річка в Україні, в межах Тячівського району Закарпатської області. Права притока Тиси (басейн Дунаю).

## Опис
Довжина 56 км, площа басейну 1225 км². Долина до смт Дубового переважно V-подібна (завширшки 100–400 м), на окремих ділянках ущелиноподібна (завширшки 30—40 м), нижче — ящикоподібна, завширшки від 0,5 км до 2 км. Заплава часто асиметрична, переривчаста (ширина змінюється від 50—200 м до 1,5 км), у пониззі зливається з заплавою Тиси. Річище звивисте, дуже розгалужене, порожисте, є водоспади (у верхній течії). Ширина річища від 10—20 м до 90 м. Похил річки 6,1 м/км. Живлення мішане з переважанням дощового; характерні паводки протягом року, інколи дуже руйнівні. Береги на окремих ділянках укріплені. Колись Тересва була сплавна, нині інколи використовується для водного туризму.

## Розташування
Тересва утворюється злиттям Мокрянки і Брустурянки поблизу смт Усть-Чорна. Тече на південь і південний захід. Верхня частина басейну Тересви лежить серед південних схилів Ґорґан і західної частини Свидовця. Нижче річка перетинає Полонинський хребет, у пониззі виходить на Верхньотисинську улоговину. Впадає до Тиси біля південно-західної околиці смт Тересви.

## Основні притоки
Мокрянка, Красний, Терешілка, Лужанка, Вільхівчик (праві); Брустурянка, Тиховець, Дубовець (ліві).

## Цікаві факти
- У минулому вздовж усієї Тересви була прокладена вузькоколійна залізниця Тересва — Усть-Чорна. Вона йшла від смт Тересви до смт Усть-Чорна і далі розгалужувалась у долини дрібних приток верхів'їв Тересви. Використовувалась залізниця для перевезення деревини до станції Тересва для подальшого перевезення на деревообробні підприємства. Залізницею теж курсував пасажирський поїзд. Вузькоколійка в кількох місцях перетинала річку Тересву. Після однієї руйнівної повені повністю вийшов з ладу залізничний міст у с. Нересниці. Після цього залізницю вже не відновлювали, а майже всі рейки демонтували.

## Фотографії

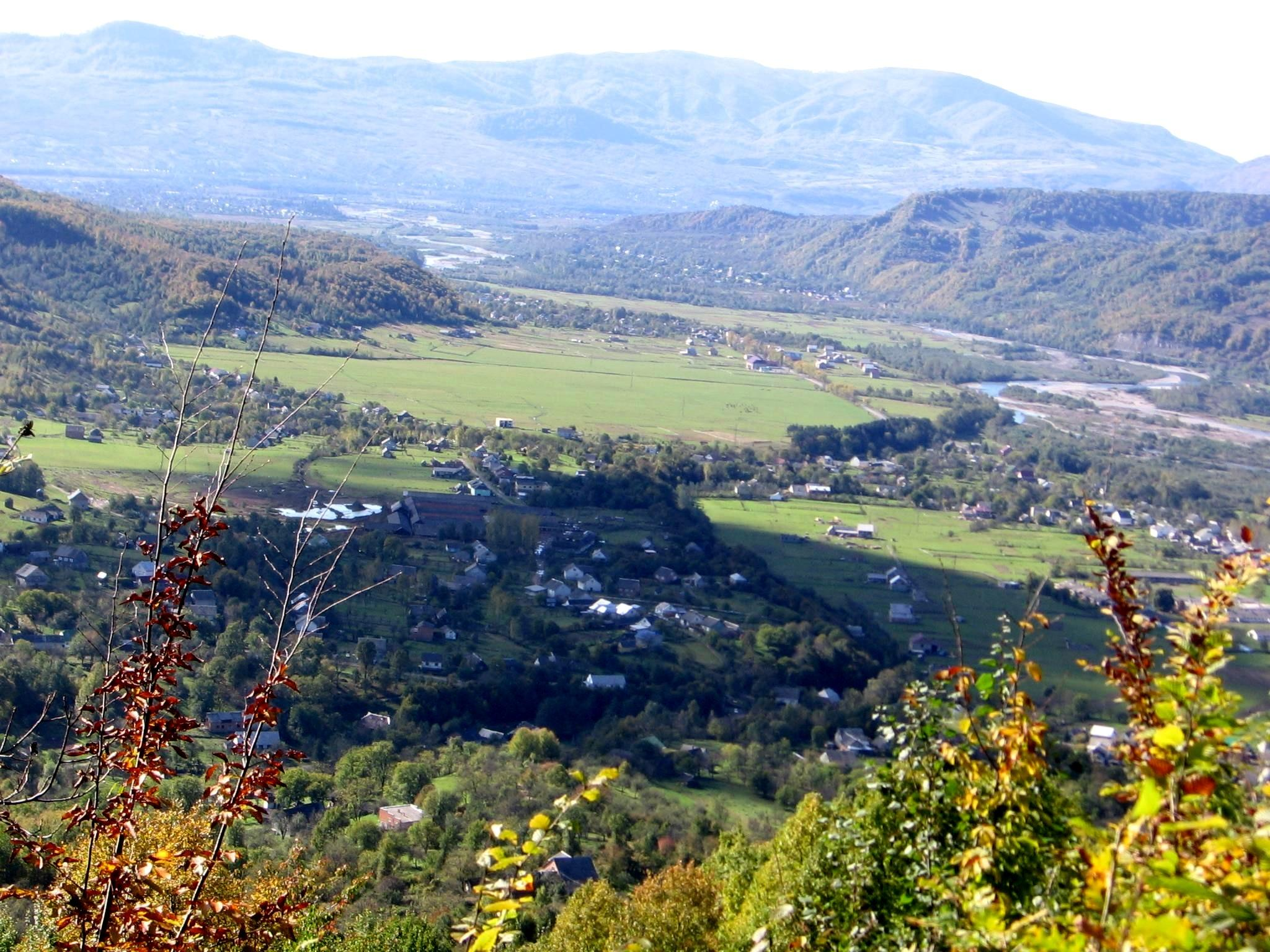
Долина Тересви в нижній течії.
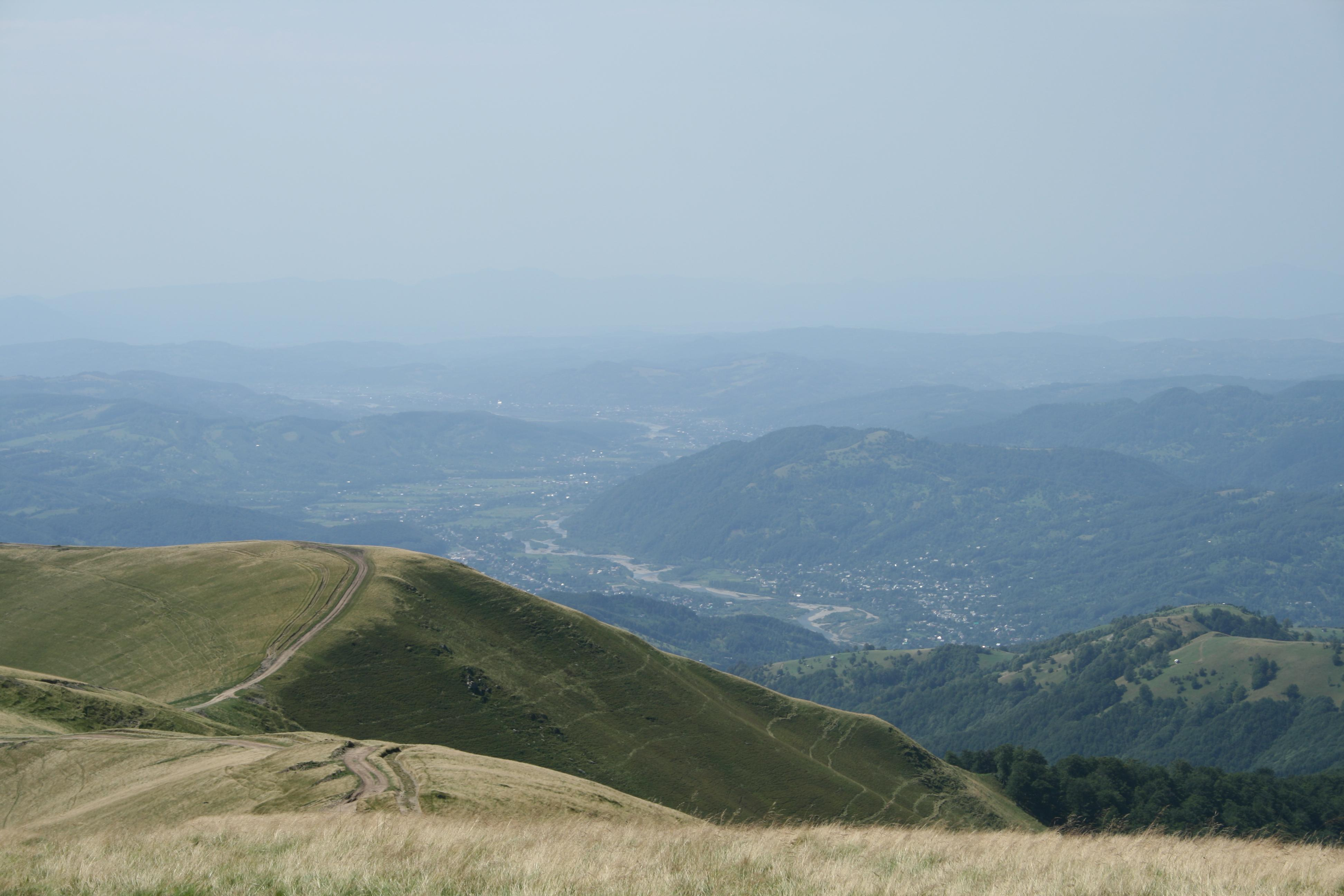
Долина Тересви в середній течії (вид з гори Апецька).
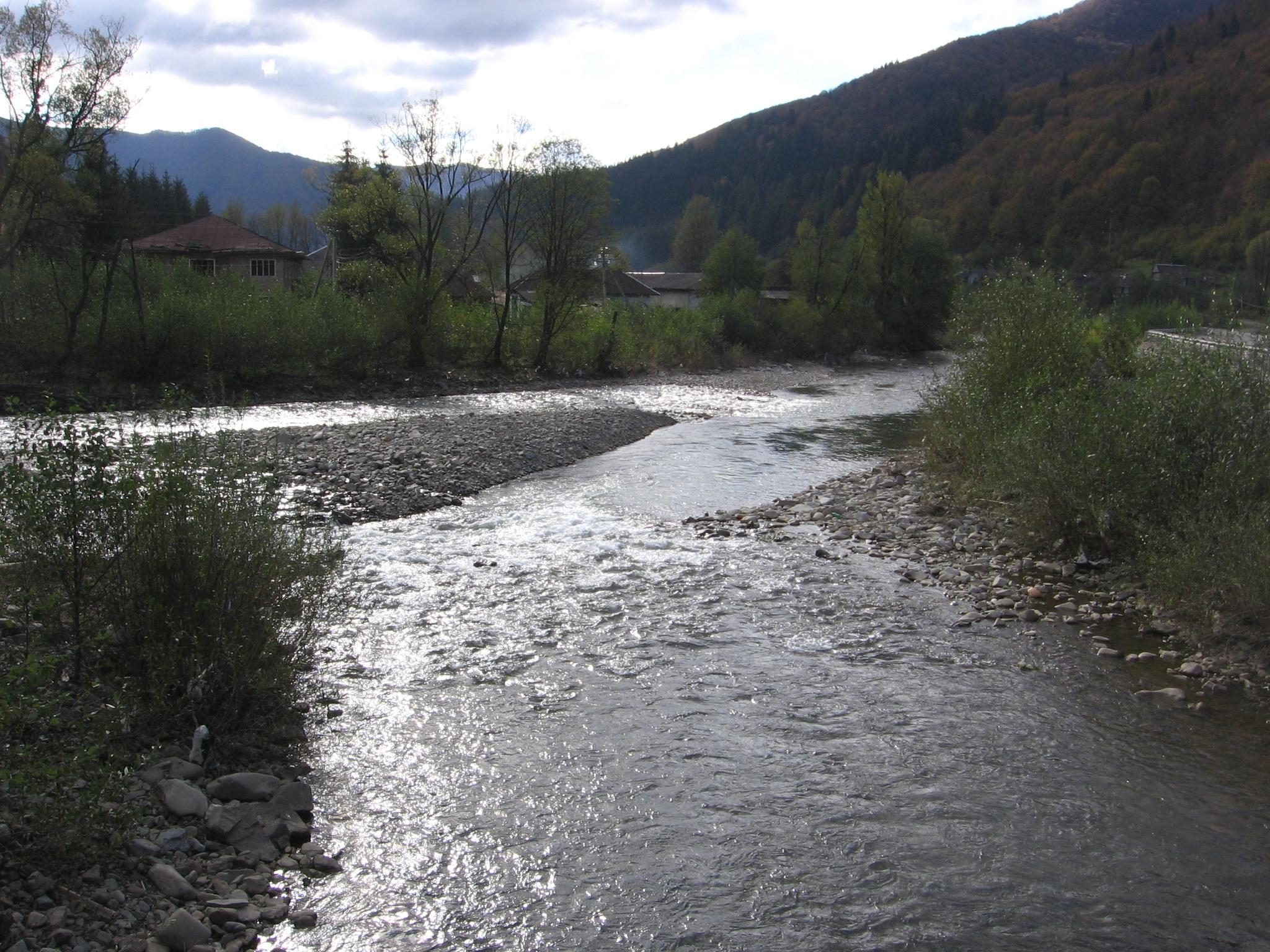
Тересва біля смт Усть-Чорна.
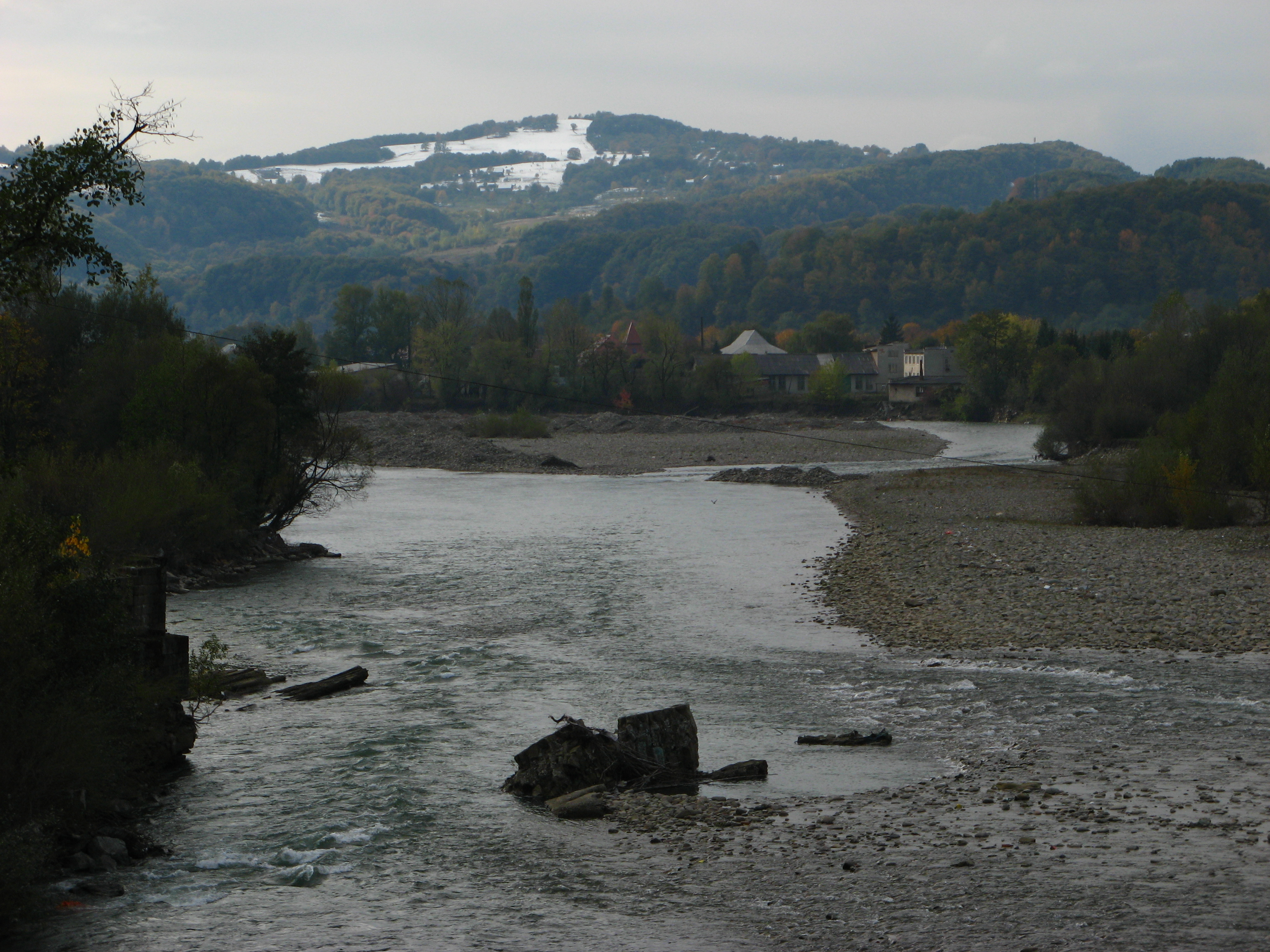
Тересва в середній течії.